# Bitva u Los Arcos
Bitva u Los Arcos bylo menší střetnutí mezi karlististickým dobrovolnickým vojskem pod velením generála Santose Ladróna de Cegama a vládním vojskem pod taktovkou brigadýra Manuela Lorenza ze dne 11. října 1833. Slabě vyzbrojená a špatně vycvičená dobrovolnická armáda byla na hlavu poražena svým vládním protějškem.